# 中国からの贈りもの
『中国からの贈りもの』はフジテレビ系金曜エンタテイメント、金曜プレステージ枠で2000年からシリーズ放送されたドキュメンタリー番組である。中国人女性映像プロデューサー張麗玲がフジテレビの横山隆晴プロデューサーと出会ったことがきっかけでソニーのハンディカムで中国人留学生の記録を撮影し始めた。撮影した膨大な映像が番組になり放送されシリーズ化された。

## スタッフ
- プロデューサー：横山隆晴、張麗玲
- 制作：フジテレビ

## シリーズ
- 『小さな留学生』(2000年5月5日放送)

父親の転勤で日本にやってきた9歳の中国人少女張素(ちょう・そ)の成長の記録を2年間追ったドキュメンタリー。
- 『中国からの贈りもの - 小さな留学生1996～2000秋』(2000年11月24日放送)

北京に帰ったその後の張素の姿を取材したものを新たに加えて放送された。
- 『中国からの贈りもの - 若者たち』(2000年11月25日放送)

1996年4月、2人の若者が成田空港に降り立った。妻子を中国に残して来日し、日本の大学入試をめざす26歳(当時)の韓さん。彼は中国共産党の幹部を父に持ち、中国では特別扱いされる階級にいた。風呂なしアパートという東京での自分の生活のギャップに戸惑いながら必死にアルバイトをし日本語を勉強し明治大学に合格するまでを描く。
一方、伯母さんの家に世話になりながら、アルバイトを探す王さん。1年後、日本語学校の同級生の中で、ただ一人だけ大学に合格する。合格とともに伯母から独立し、千葉大学外国人会館へ引っ越す。
異国の地、日本での2年半。涙と笑いの日々をつづるドキュメンタリー。
- 『中国からの贈りもの - 私の太陽』(2001年4月27日放送)

1986年、博士号を取得する為に日本に留学した中国人男性李仲生と彼の家族の10年間に渡る生活の記録。
- 『ドキュメンタリー　中国からの贈りもの』(2002年12月21日放送)
- 『泣きながら生きて』(2006年11月3日放送)